# 아오시마섬 (에히메현)

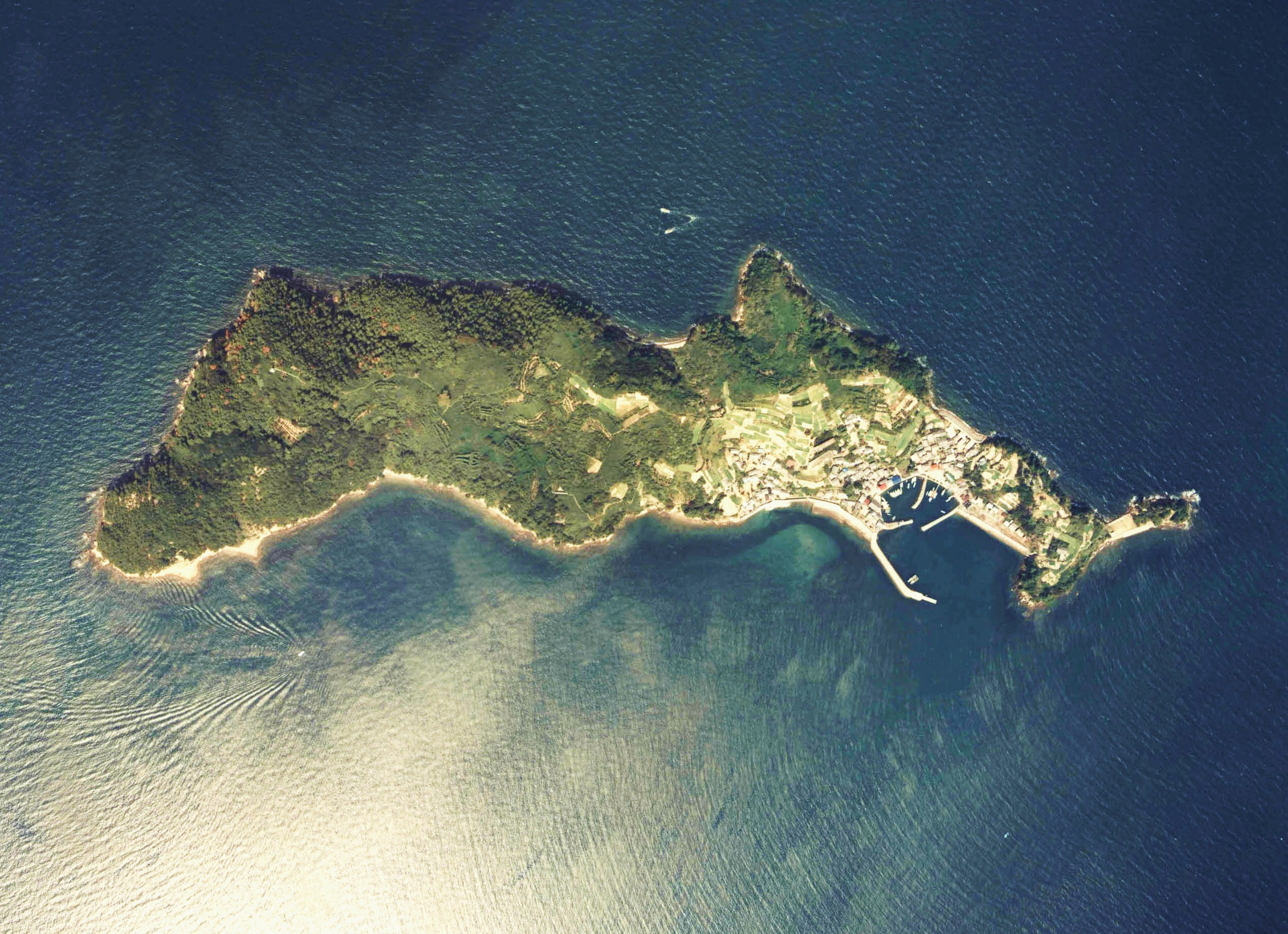
에히메현에 자리잡고 있는 아오시마섬 전경.

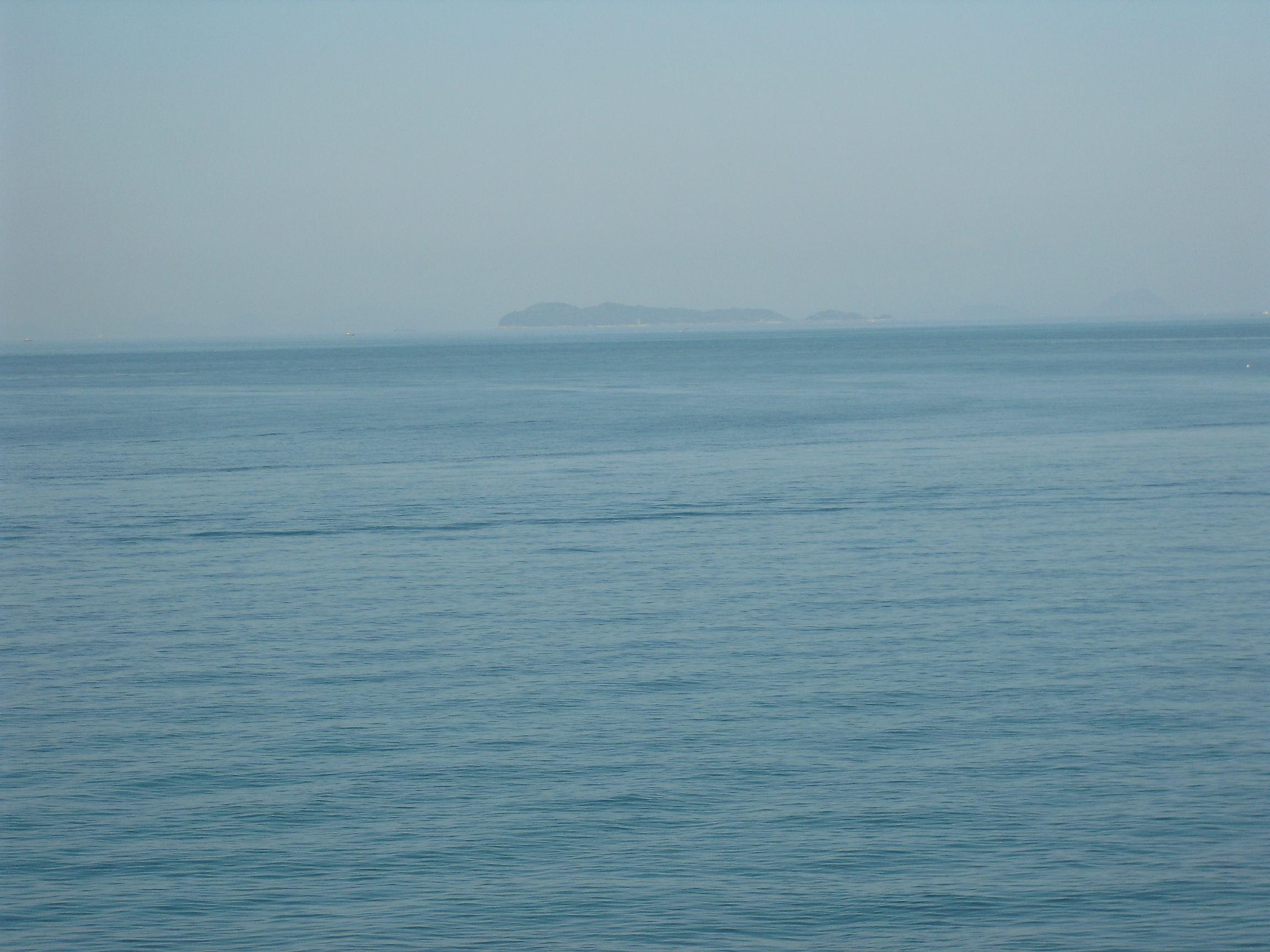
나카하마항 근처에서 바라본 아오시마섬.

아오시마섬(青島)은 일본 에히메현의 섬이며, 이 섬은 고양이들이 많이 사는 섬으로 유명하다고 한다. 또한 주민은 6명(2019년 2월 기준)이 이 섬을 지키고 있으며 섬내에는 120여 마리의 고양이가 살고 있다. 행정 구역상의 위치는 오즈시에 속하고 있다. 면적은 0.49km2이고, 해안선 총연장 4.2km, 최고 고도는 해발 91m이며, 세토 내해와 맞닿은 섬이다. 그리고 이 섬에는 열악한 환경 사정상 오토바이, 자전거, 숙박시설, 가게, 식당, 자동 판매기 등이 아예 없다. 아오시마섬에서는 판매해야 할 상점이 아예 없기 때문에 육지에서 먹거리와 고양이 사료 등을 가져와야 하는 원칙이 필요하게 된다. 또한 과거에는 초등학교, 중학교 등도 분교 형태로 운영했으나 인구 감소, 신규 출생자 부재 등으로 인한 운영 여건 악화를 이유로 1970년대를 시점으로 폐교한 것으로 보인다.

## 교통편
- 나카하마항에서 연락선이 수시로 운항하게 된다. 다만 시간대는 정해진 시간에 따라 다를 수도 있지만, 1일 1~2회 운항하며 35분이 소요된다.

## 통계 추이
이 섬의 경우, 1942년까지만 하여도 889명의 주민이 이 섬에 거주하였으나 1955년에는 834명, 1984년에는 102명(이 시기에는 만 25세 이하의 주민이 없음), 2012년에는 16명, 2019년 2월에는 단 3가구 6명의 주민이 살고 있다. 다만 가구수는 1960년 당시에는 135가구가 최고치를 달하였으나, 2010년 인구 조사에 따르면, 14가구 19명의 주민이 살았던 것으로 보인다. 그래서 저출산 고령화 여파에 따라 1970년대 이후부터 어린이가 없어 인구가 감소되기가 시작하였고 거주민이 노쇠하여 사망하게 된 상태였기 때문에 이주보다는 사망자 수 증가에 따라 인구가 자연적으로 감소된 것으로 나타난다. 그리고 마지막 남은 주민마저 사망하게 되면 에히메현에 위치한 아오시마섬은 추후 무인도가 될 가능성이 있다.

## 미디어
- SBS TV : TV 동물농장 702회 (2015년 2월 15일 방영)
- MBC TV : 전지적 참견 시점 48회

## 주요 특징
원래 이 섬은 예전에 무인도였으며, 이후 말을 사육하는 섬으로 알려져 온 것으로 나와 있다.

## 갤러리

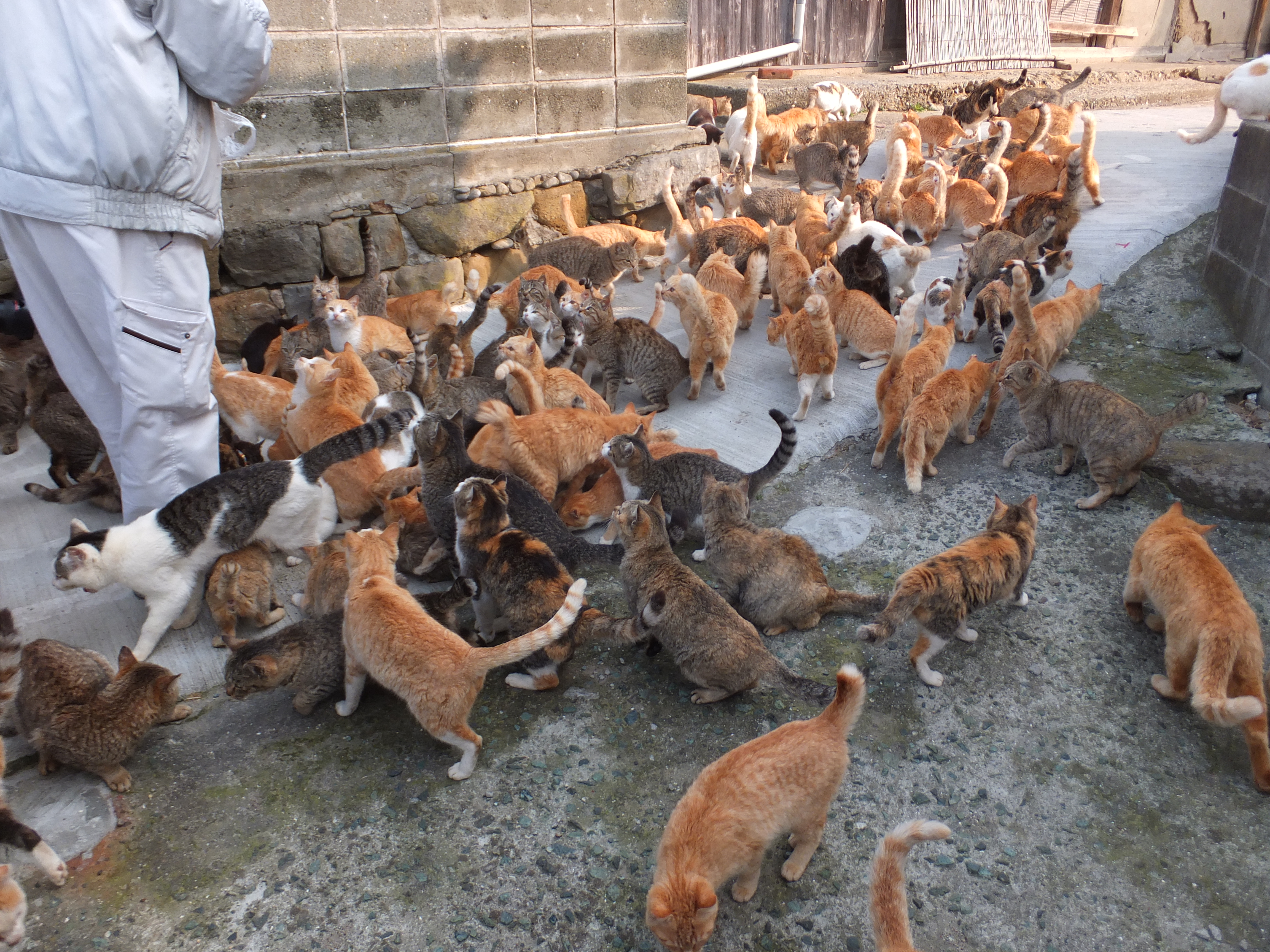
항구에서 섬마을 사람들이 먹이를 제공하고 있는 고양이들의 모습.
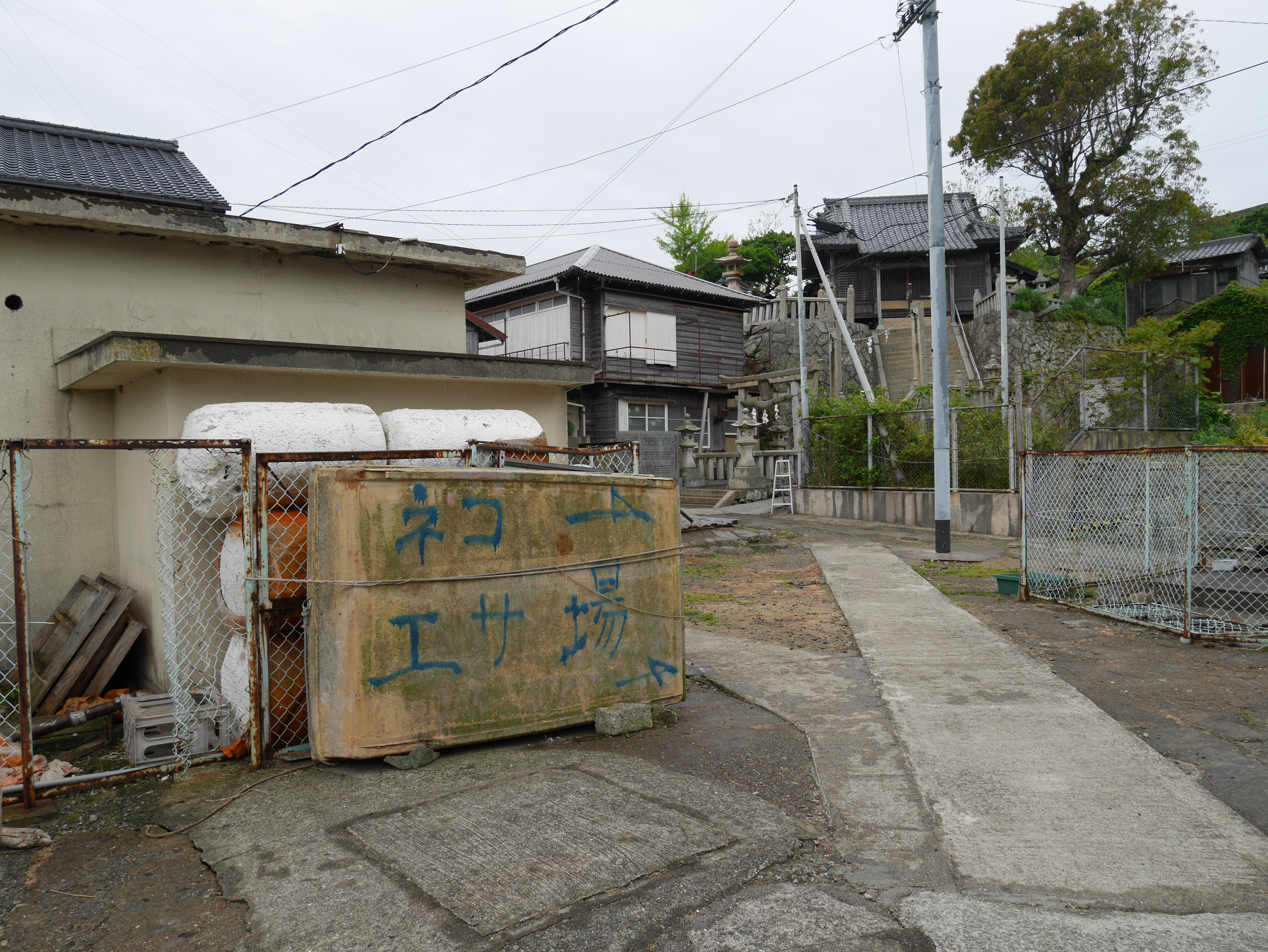
외지인에게 고양이 먹이를 보관하고 있는 공간이다.
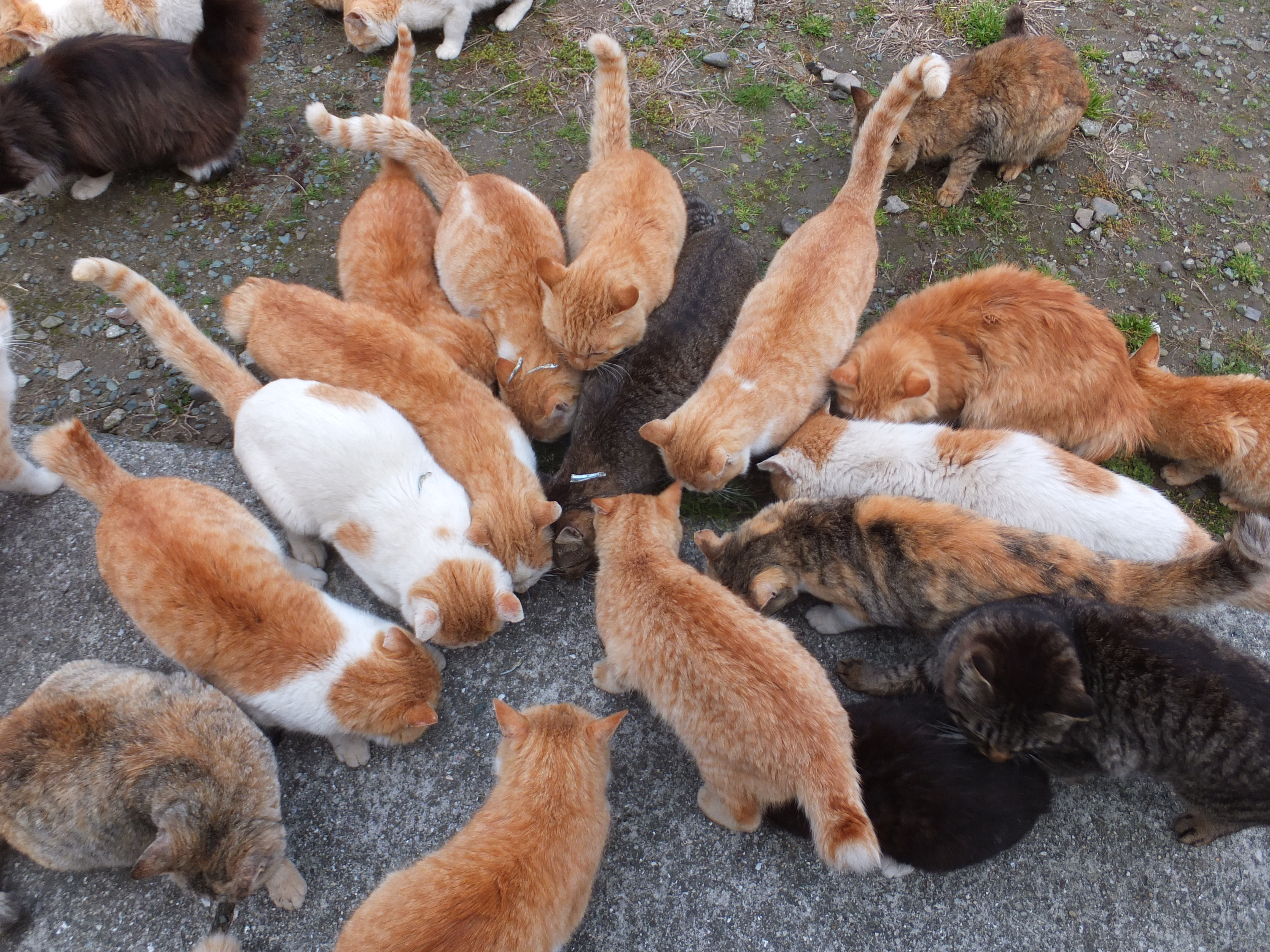
고양이의 먹이를 저장하고 있는 장소에서 주어진 음식들을 먹고 있는 고양이들의 모습.
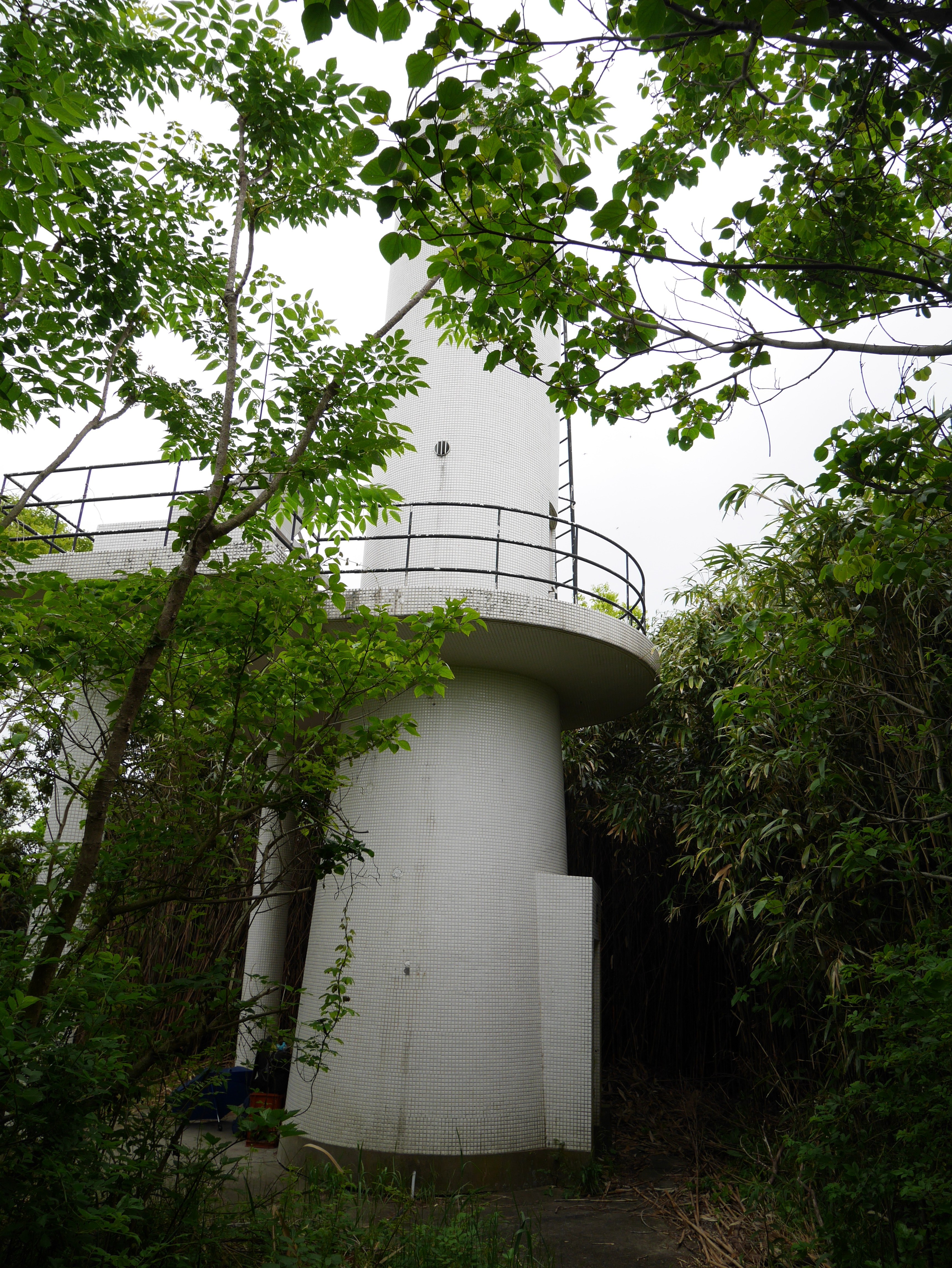
아오시마 등대이며, 취락을 기준으로 도보로 20분 걸린다.
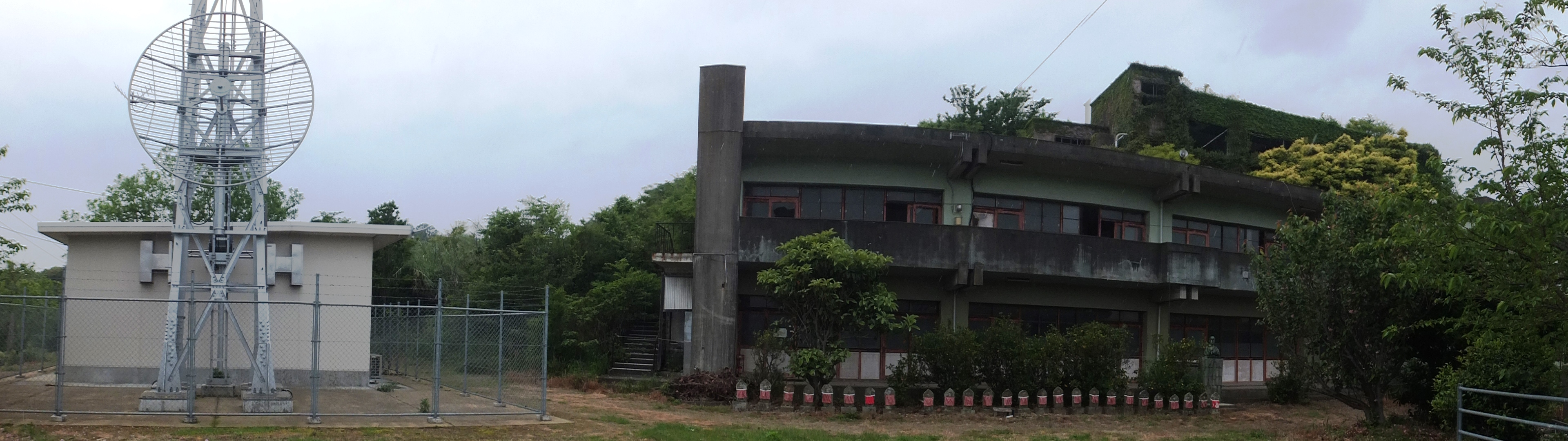
옛 소학교와 중학교의 터이다. 그러나 앞쪽에 있는 건물은 소학교의 터로 되어 있고, 그 안쪽 담쟁이덩쿨로 덮어 쓴 상태를 가진 곳이 중학교의 터이다.
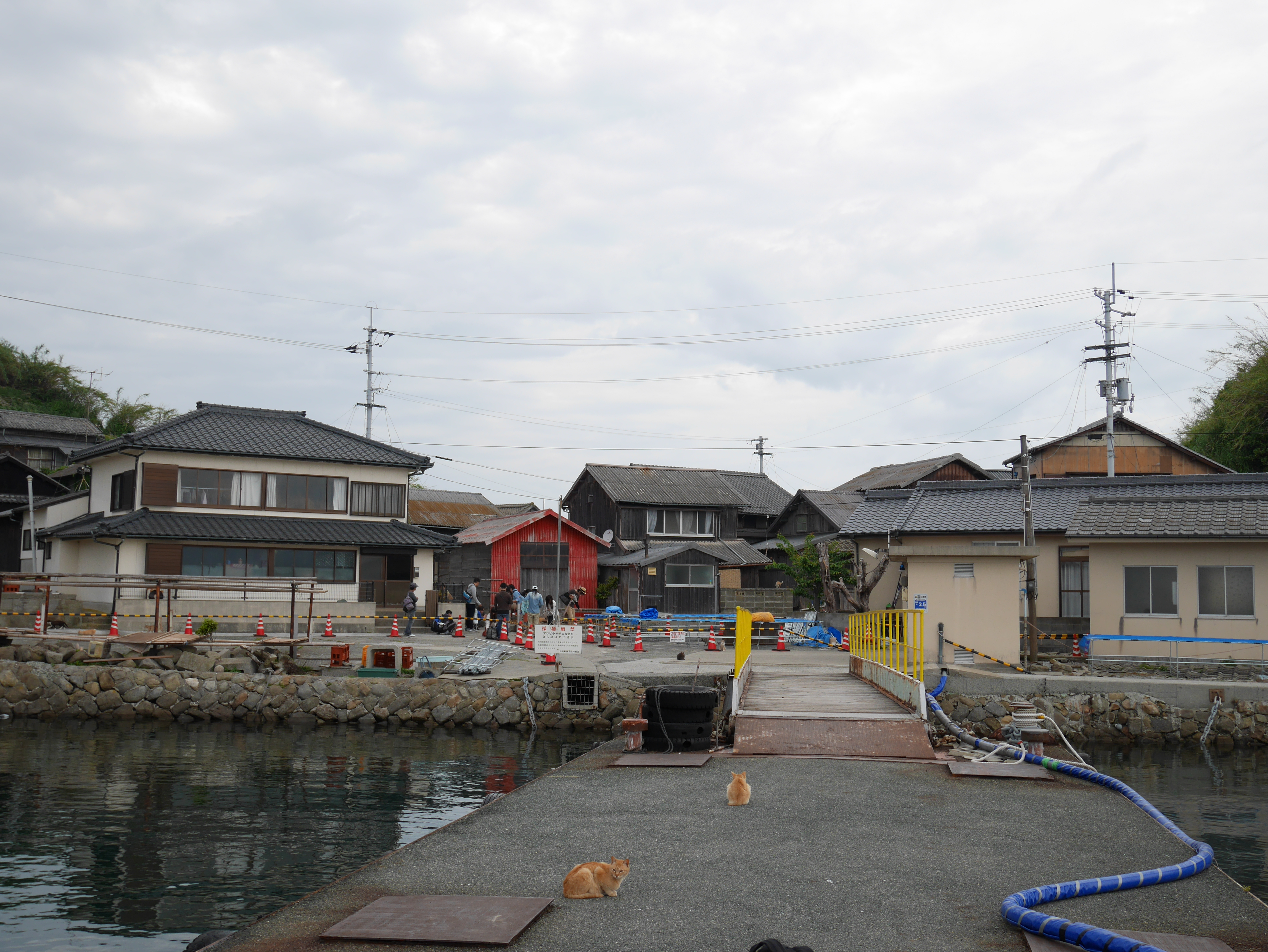
아오시마항이며, 고양이들은 배를 타는 입구까지만 진입한다. 다만 고양이가 부둣가 앞바다에 빠지면 즉사할 수도 있다.
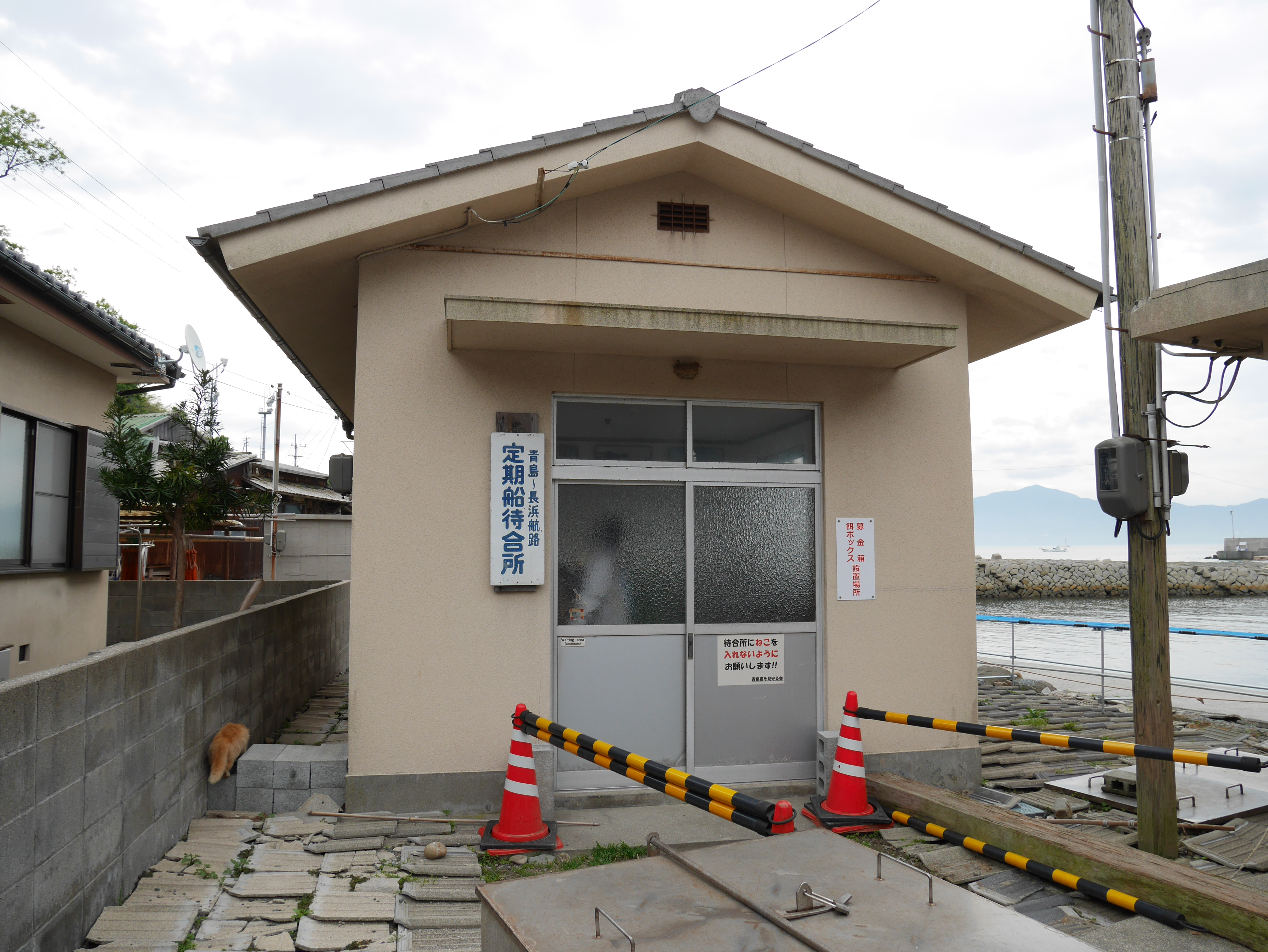
아오시마항의 맞이방. 맞이방 건물 안에는 공중화장실이 부설되어 있다.
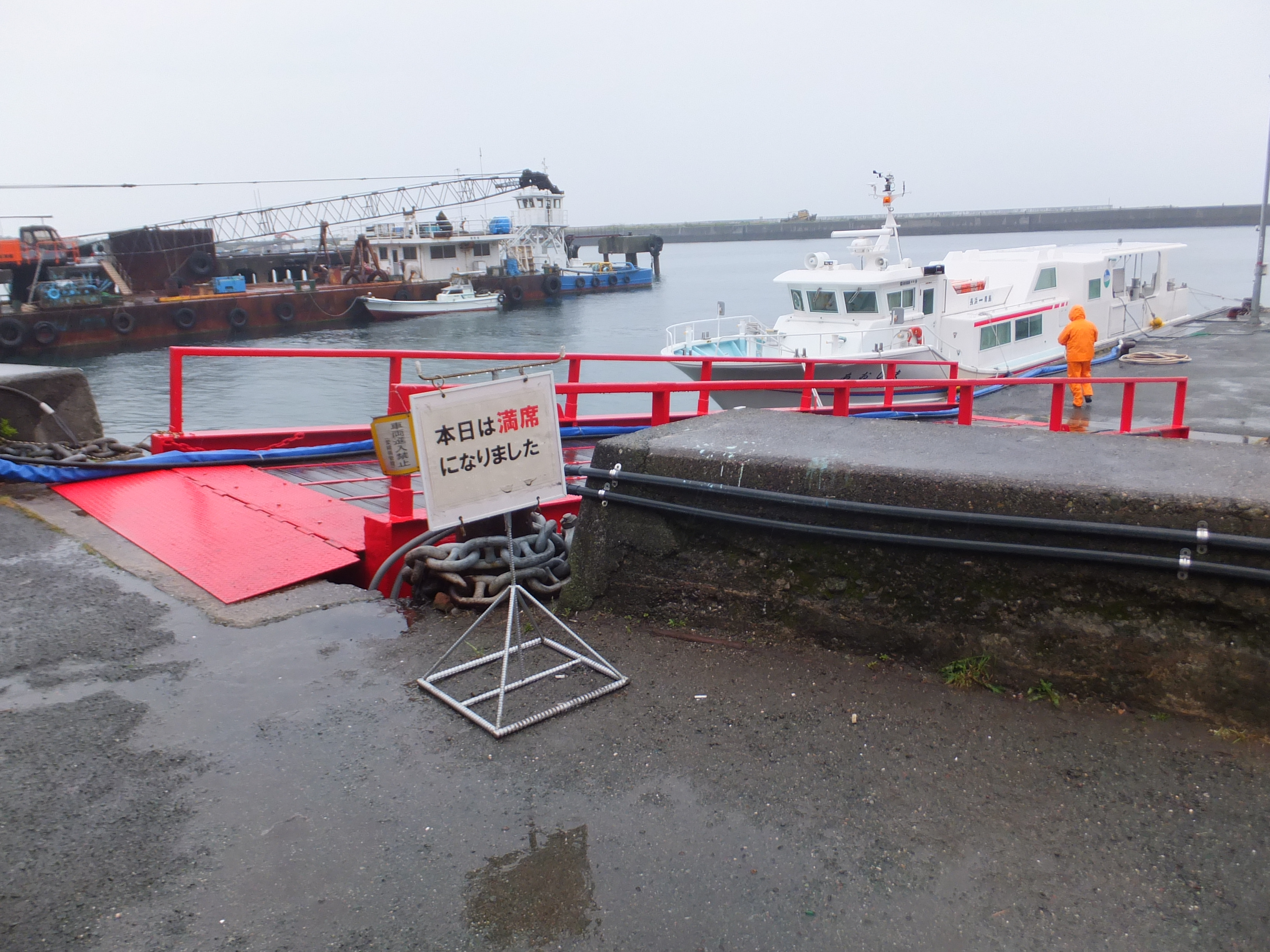
나가하마항이며, 아오시마섬으로 향하는 정기선이 정박하고 있다.

## 같이 보기
- 아이노섬 (신구정)
- 다시로섬
- 오쿠노시마섬